# EC Guarani
EC Guarani is een Braziliaanse voetbalclub uit Venâncio Aires in de staat Rio Grande do Sul. 